# Аскар Токпанов (сельский округ)
Аскар Токпанов (каз. Асқар Тоқпанов, до 2024 года — КазЦИКовский сельский округ) — административная единица третьего уровня в Илийском районе Алматинской области. Административным центром является село Аскар Токпанов. Так же в сельский округ входит село Жайнак.
31 января 2024 года КазЦИКовский сельский округ переименован в сельский округ Аскар Токпанов.

## История
Весной 2015 года в состав сельского округа была включена территория площадью 2,57 км² ликвидированного Первомайского сельского округа и территория площадью 2,45 км² Боралдайскои поселковой администрации по решению маслихата Алматинской области от 27 марта 2015 № 43-247 и постановлением акимата Алматинской области от 27 марта 2015 № 156

## Население
На 2013 год население составляло 14 640 человек. Из них в селе КазЦИК 12 072 человека, а в селе Комсомол 2568. Трудоспособного населения 5012 человек.

## Предприятия
В округе работают 3 крупных предприятия: корпорация «АДАЛ»,"КТС Dominate" и «VabCO». Совместно с ними 22 мелких предприятия (полеводческие и скотоводческие). Развивается и малый бизнес. На 2016 год в округе было: 38 магазинов, 2 СТО, 1 ресторан, мини-маркет, 2 поликлиники, 2 парикмахерских, 1 швейный цех, 2 аптеки, 3 центра по ремонту колёс, 2 кафе, 1 заправочная станция.

## Учреждения
- Три школы
- Два детских сада
- Две поликлиники
- Мед. пункт
- Два участковых пункта
- Библиотека (свыше 5550 книг)